# Victor Lebas
Victor Lebas (Brive-la-Gaillarde, 9 de junio de 1993) es un jugador profesional francés de rugby que se desempeña en la posición de segunda línea en el Oyonnax Rugby, equipo perteneciente a la liga Pro D2.

## Carrera
Lebas es un jugador de formación francesa (JIFF). Comenzó su carrera deportiva con el equipo Club Athlétique Brive-Corrèze, en el cual jugó cinco temporadas, después pasó al Soyaux Angoulême XV Charente dos temporadas, luego regresó a Club Athlétique Brive-Corrèze, posteriormente pasó a Oyonnax Rugby, donde juega actualmente.